# Люгерне вітрило

Загальний вигляд люгерного вітрила

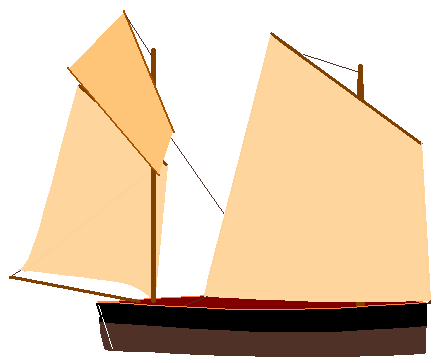
Човен з опусканими люгерними гротом і топселем, та стоячою люгерною бізанню.

Лю́герне вітрило, ре́йкове вітрило — вид чотирикутного косого вітрила, прикріпленого до асиметричного рейка. Використовуються на люгерах, а також на шлюпках. Відрізняється від гафельного вітрила тим, що його рейок не впирається переднім кінцем у щоглу, на відміну від гафеля, що уможливлює виносити частину вітрила попереду щогли.
Люгерне вітрило розвинулося з прямого з метою уможливити ходити гостріше до вітру. Прямі вітрила підіймаються на симетричних реях, і повертаються при зміні галса за допомогою брасів, галсів і булінів. Їх важко розташовувати в діаметральній площині, а також натягати їхню передню шкаторину, вони малоефективні на гострих курсах. Укоротшення навітряної половини реї полегшило розвертання вітрила і уможливило виносити далі до корми підвітряну шкаторину, наблизивши площину вітрила до діаметральної площини судна.

## Опис
Люгерне вітрило має форму неправильної трапеції. Верхні кути називаються нок-бензельними (передній і задній), нижній передній — галсовим, нижній задній — шкотовим. Якщо вітрило розрізне (тобто складається з двох окремих полотнищ, закріплених на рейку спереду і позаду щогли), верхній кут біля щогли називається бензельним, біля нока — нок-бензельним.
Для встановлення люгерного вітрила використовується рейок (рейка) — рангоутне дерево, похило підвішене на щоглі в діаметральній площині за допомогою фала. По щоглі ходить догори-донизу ракс-бугель — кільце з гаком, до якого кріпиться корінний кінець фала і на яке підвішується третинна стропка — асиметрично закріплений на рейку строп. Передня частина вітрила може в тому чи іншому ступені видаватися вперед за щоглу. При використовуванні «стоячого» люгерного вітрила воно залишається з одного боку щогли як на правому, так і на лівому галсі. При «опусканому» варіанті люгерного вітрила на змінах галса воно опускається більше чи менше, щоб бути перекинутим на підвітряний бік щогли для досягнення максимальної ефективності.

## Різновиди

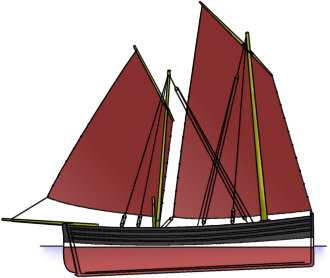
Човен з опусканим люгерним гротом і стоячою люгерною бізанню

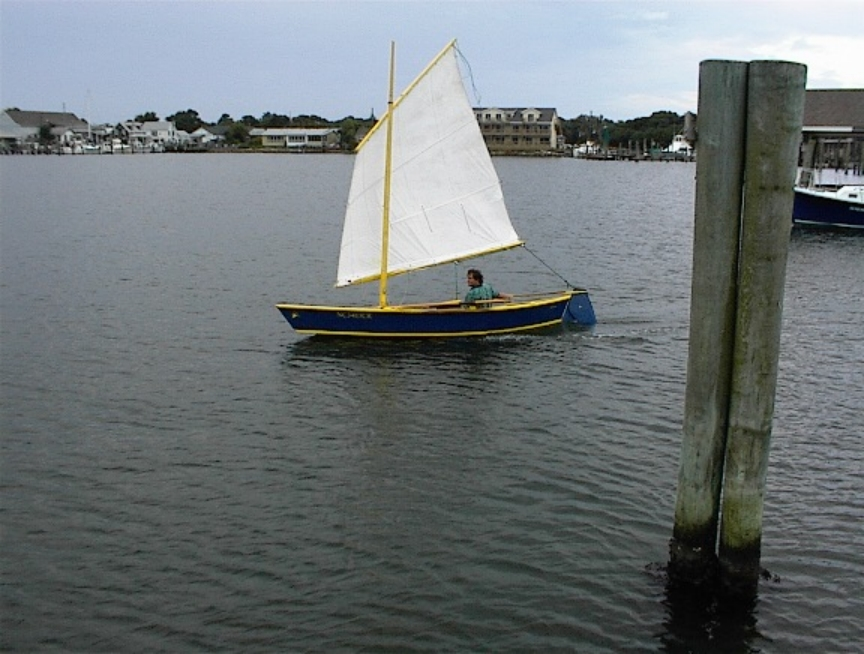
Збалансоване люгерне вітрило

Існує три різновиди люгерного вітрила: стояче, збалансоване, і опускане.
- Стояче люгерне вітрило — має схожість з гафельним, його нижня шкаторина і майже вся площа вітрила розташовуються цілком позаду щогли, попереду неї виступає лише передній нок-бензельний кут з переднім ноком рейка. Може використовуватися як з гіком, так і без нього. Залишається завжди з одного боку щогли[3].
- Збалансоване люгерне вітрило — частково виступає передньою шкаториною попереду щогли. Воно має гік, який виступає попереду щогли на таку ж відстань, що й рейок, отже, передня шкаторина розташовується паралельно щоглі. Як і стояче, залишається з одного боку щогли при зміні галса. Аналогічне розташування має і джонкове вітрило, що відрізняється від збалансованого люгерного тільки конструкцією полотнища[3].
- Опускане люгерне вітрило (англ. dipping lug) — люгерне вітрило без гіка, що може опускатися для перекидання на протилежний бік щогли при зміні галса. Прикріплена до галсового кута галс-відтяжка кріпиться на певній відстані перед щоглою[3] (на шлюпках — до галсового гака на форштевні).

Деякі люгерні вітрила можуть бути розрізними — складатися з двох окремих полотнищ, прикріплених до одного рейка; у цьому випадку полотнище перед щоглою називається клівером, а ззаду щогли фоком.

## Галерея

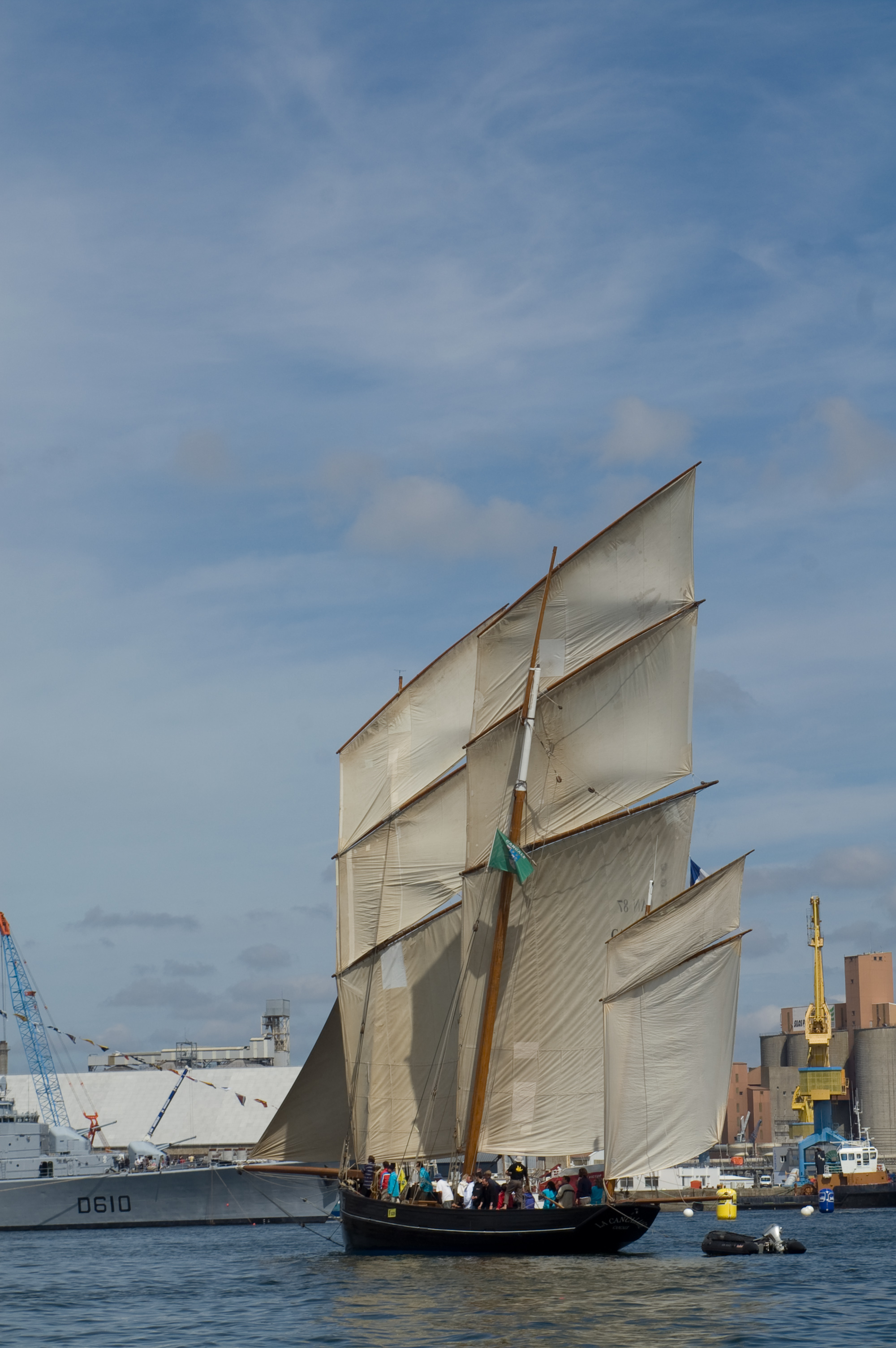
Біскін La Cancalaise з люгерними фоком, гротом, бізанню, топселями і брамселями
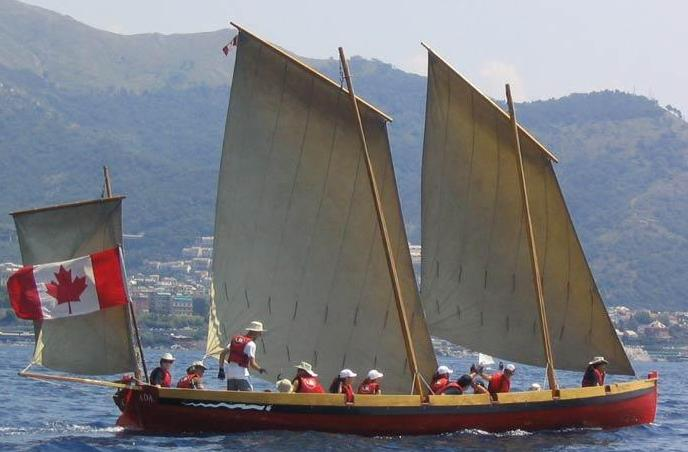
Трищогловий йол Ténacité
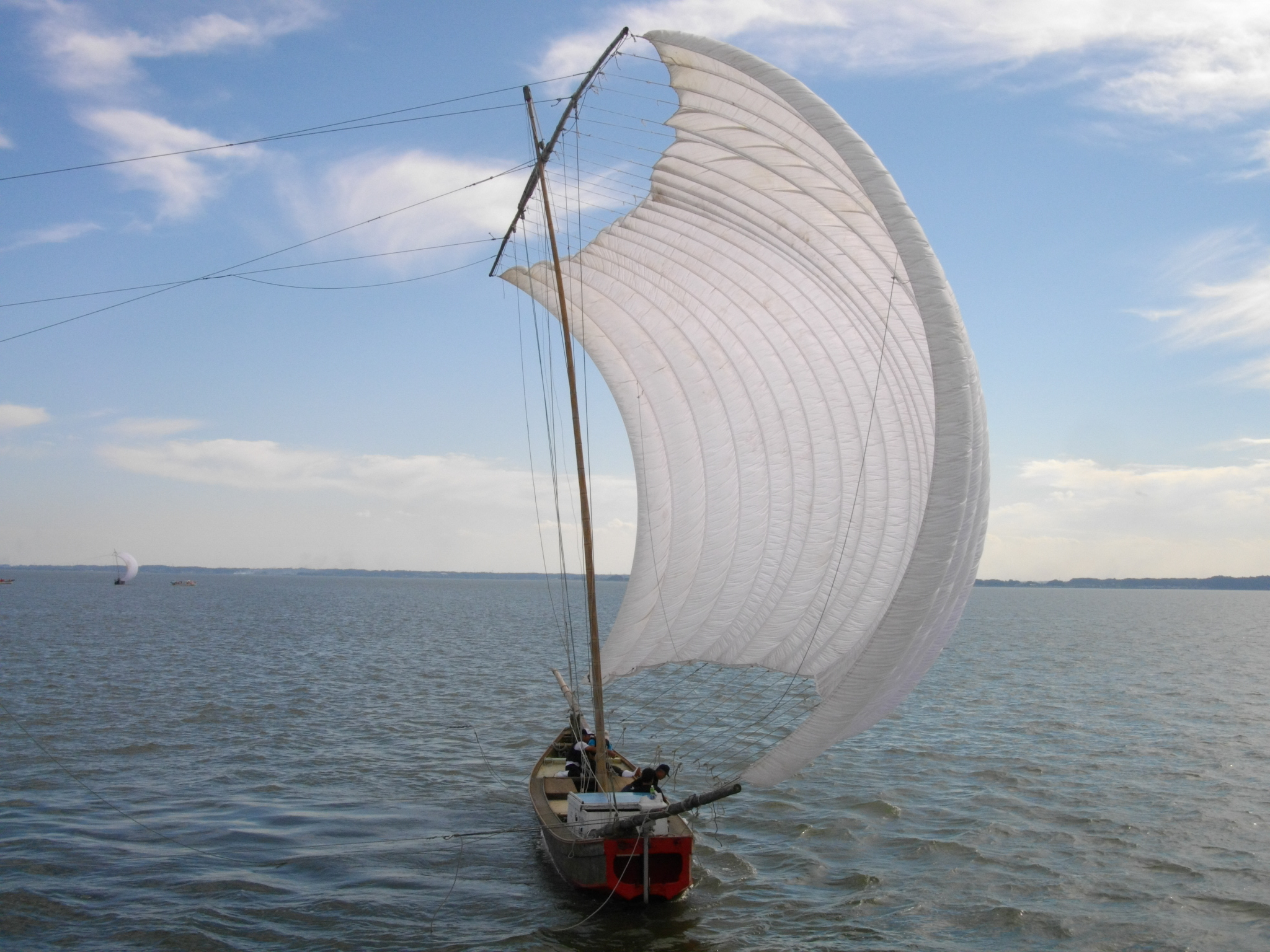
Японське хобікібуне[ja]
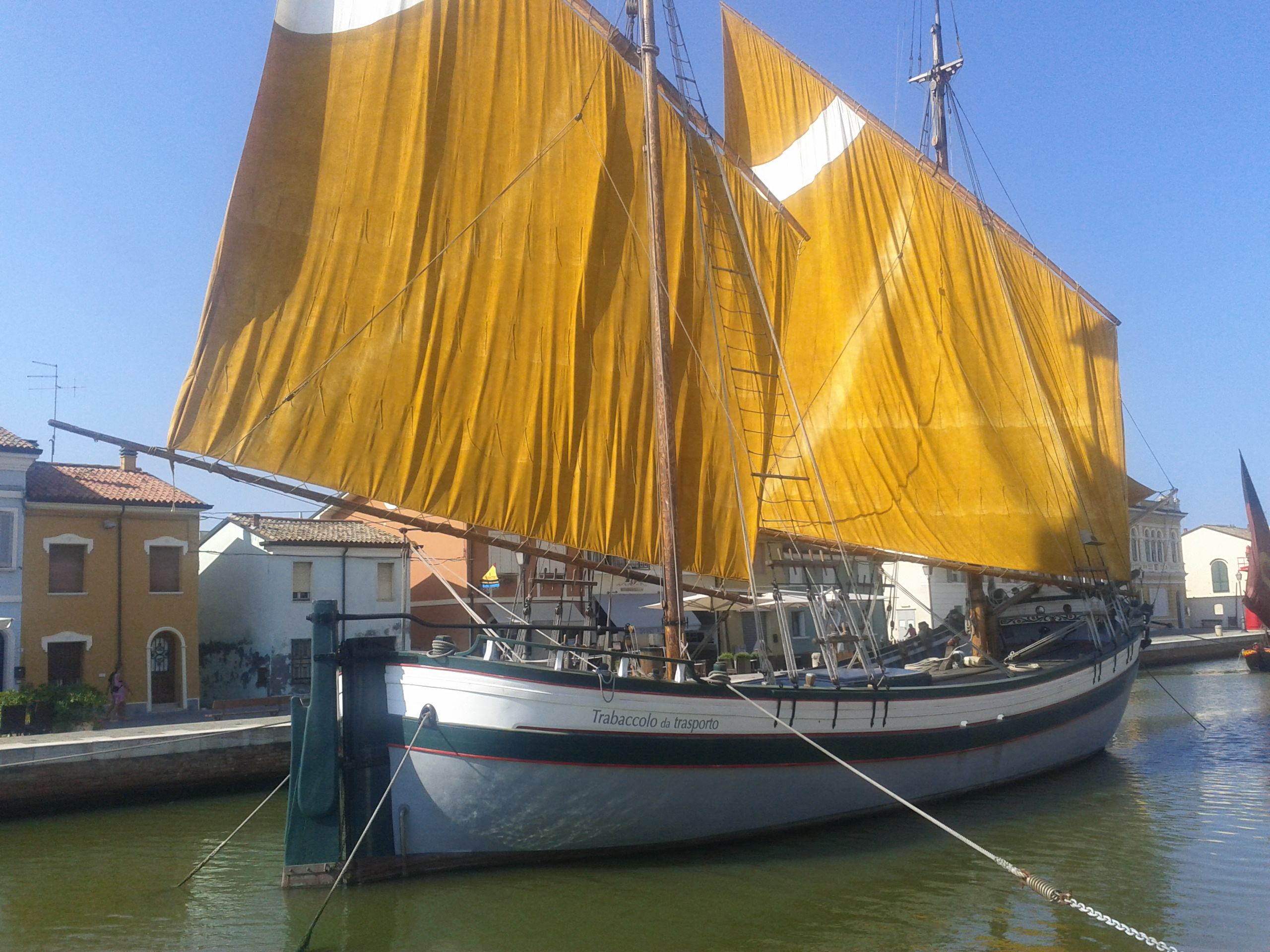
Требака